# Cumopsis fagei
Cumopsis fagei är en kräftdjursart som beskrevs av Mihai Bacescu 1956. Cumopsis fagei ingår i släktet Cumopsis och familjen Bodotriidae. Inga underarter finns listade i Catalogue of Life.